# كندريك لي ين هوي
كندريك لي ين هوي (بالإنجليزية: Kendrick Lee Yen Hui) هو لاعب كرة الريشة سنغافوري، ولد في 8 أكتوبر 1984 في سنغافورة.

## وصلات خارجية
- كندريك لي ين هوي على موقع BWF.tournamentsoftware.com (الإنجليزية)
- كندريك لي ين هوي على موقع BWFbadminton.com (الإنجليزية)
- كندريك لي ين هوي على موقع اتحاد ألعاب الكومنولث (مؤرشف) (الإنجليزية)
- كندريك لي ين هوي على موقع دورة ألعاب الكومنولث 2006 (مؤرشف) (الإنجليزية)